# Harold Gross
Harold Judson Gross (* 15. April 1866; † 3. April 1927) war ein US-amerikanischer Politiker. Zwischen 1921 und 1923 war er Vizegouverneur des Bundesstaates Rhode Island.
Über Harold Gross gibt es kaum verwertbare Quellen. Gesichert ist, dass er zumindest zeitweise in Providence lebte und Mitglied der Republikanischen Partei war. Über seinen beruflichen Werdegang jenseits der Politik ist nichts überliefert. 1920 wurde er an der Seite von Emery J. San Souci zum Vizegouverneur von Rhode Island gewählt. Dieses Amt bekleidete er zwischen 1921 und 1923. Dabei war er Stellvertreter des Gouverneurs und Vorsitzender des Staatssenats. Nach seiner Zeit als Vizegouverneur ist er politisch nicht mehr in Erscheinung getreten. Er starb am 3. April 1927.